# Casa de Rozas Velasco
La Casa de Rozas Velasco es una casona ubicada en la calle San Bernardo en el centro histórico del Cusco, Perú. Se ubica junto al local del antiguo Colegio de San Bernardo. Fue vivienda de Serapio Calderón quien fue presidente de la República y rector de la Universidad de San Antonio Abad.
Desde 1972 el inmueble forma parte de la Zona Monumental del Cusco declarada como Monumento Histórico del Perú. Asimismo, en 1983 al ser parte del casco histórico de la ciudad del Cusco, forma parte de la zona central declarada por la UNESCO como Patrimonio Cultural de la Humanidad.